# Albula koreana
Albula koreana är en fiskart som beskrevs av Kwun och Kim 2011. Albula koreana ingår i släktet Albula och familjen Albulidae. IUCN kategoriserar arten globalt som otillräckligt studerad. Inga underarter finns listade i Catalogue of Life.